# 록 스타 (2001년 영화)
《록 스타》(영어: Rock Star)는 2001년 공개된 미국의 뮤지컬 코미디 드라마 영화이다. 스티븐 헤릭이 연출하고, 마크 월버그, 제니퍼 애니스턴, 티머시 올리펀트 등이 출연하였다.

## 줄거리
1980년대 중반. 피츠버그에 사는 복사기 기사 크리스는 헤비 메탈 밴드 스틸 드래건의 광팬으로, 트리뷰트 밴드 블러드 펄루션에서 리드 보컬을 맡고 있다.
그러나 크리스는 기타리스트와 불화를 겪다가 쫓겨나고, 보컬 자리는 다른 트리뷰트 밴드 보컬로 채워진다. 같은 시각 스틸 드래건 역시 내부 갈등 끝에 리드 보컬 보비 비어스를 해고해버린다. 블러드 펄루션의 그루피들이 스틸 드래건의 리듬 기타리스트 커크에게 크리스의 연주 영상을 보여준 일이 계기가 되어 크리스는 스틸 드래건의 새 리드 보컬로 발탁된다.
하지만 록스타로서의 삶은 크리스를 집어삼키기 시작하는데...

## 출연진
블러드 펄루션
- 마크 월버그 - 크리스 "이지" 콜 (리드 보컬) 역
- 제니퍼 애니스턴 - 에밀리 풀 (매니저) 역
- 티머시 올리펀트 - 롭 맬컴 (기타) 역
- 블라스 일라이어스 - 도니 존슨 (드럼) 역

스틸 드래건
- 제이슨 플레밍 - 보비 비어스 (리드 보컬) 역
- 티머시 스폴 - 매츠 (로드 매니저) 역
- 도미닉 웨스트 - 커크 커디 (리듬 기타) 역
- 제이슨 보넘 - A.C. (드럼) 역
- 잭 와일드 - 고드 (리드 기타) 역

그 외
- 하이디 마크 - 커크의 아내 역
- 레이철 헌터 - A.C.의 아내 역
- 다그마라 도민치크 - 타니아 애셔 역
- 마이클 셰이머스 와일스 - 조 콜 시니어 역
- 베스 그랜트 - 테스 콜 역
- 매슈 글레이브 - 조 콜 주니어 역
- 마일스 케네디 - 마이크 / 소어 역

## 기타 제작진
- 공동 제작: 마이클 포트렐
- 배역: 샤론 비알리
- 미술: 메인 버크
- 의상: 애기 거라드 로저스